# Skalne Wrota (Tatry)
Skalne Wrota, dawniej Żelazne Wrota, Żelazna Brama (niem. Eisernes Tor, słow. Skalné vráta, węg. Vaskapu) – położona na wysokości 1620 m przełęcz w grani głównej Tatr Bielskich na Słowacji.

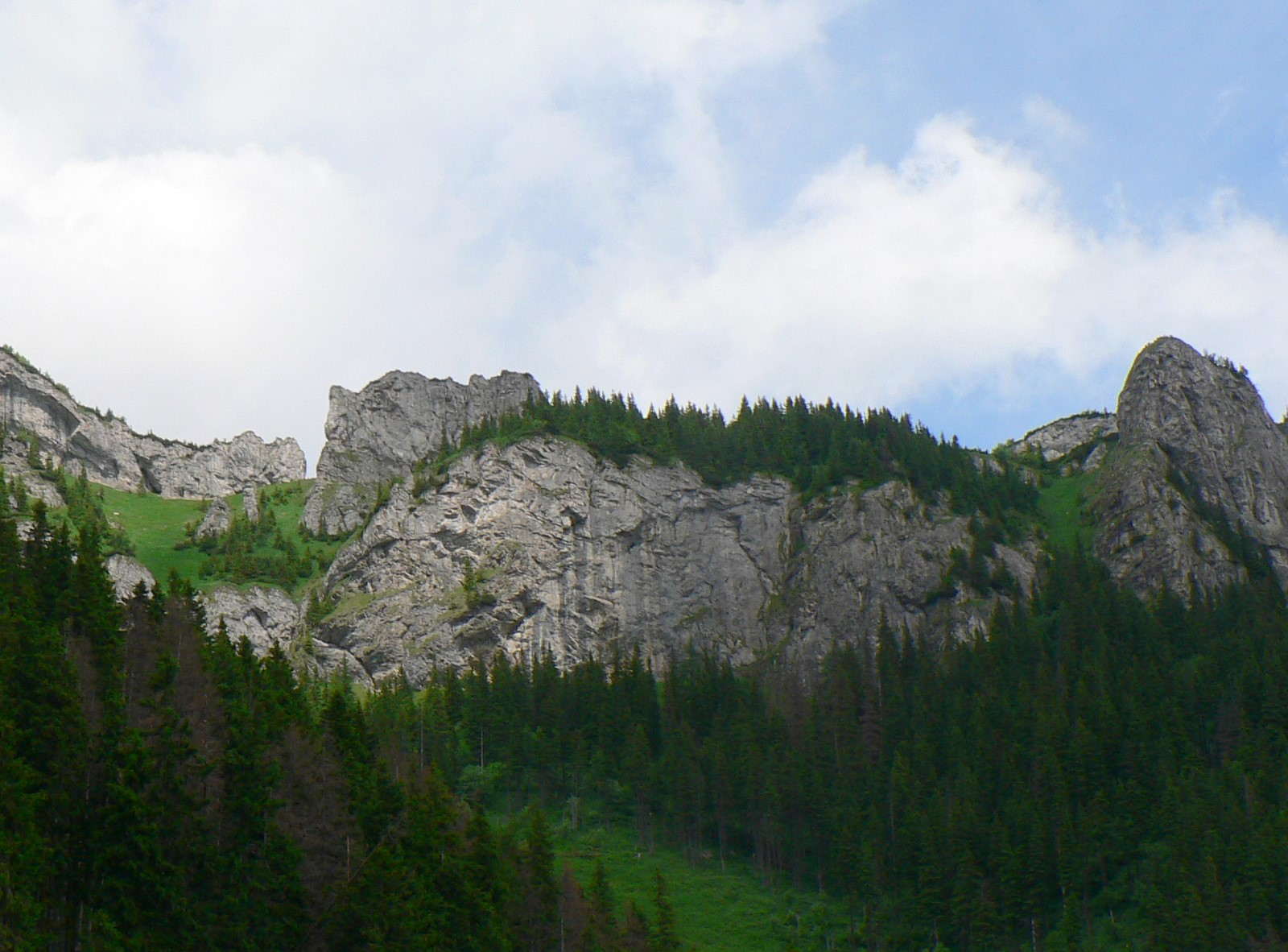
Skalne Wrota i zachodnia część Koziego Grzbietu

Skalne Wrota mają charakterystyczny, prostokątny kształt, ograniczony dwoma skałami: Pomurnikową Ścianą we wschodniej grani Bujaczego Wierchu oraz Dziurawą Ścianą w Kozim Grzbiecie. Na przełęcz skały te opadają pionowymi ścianami o wysokości około 20 m, odległość między skałami wynosi 10 m. Na północny wschód do Doliny Suchej ze Skalnych Wrót opada trawiasta i płytko wcięta depresja. Brak w niej jakiejkolwiek ścieżki. Na północny wschód do Doliny do Siedmiu Źródeł opada trawiaste zbocze, około 100 m niżej poderwane pasem urwistych ścian zwanym Ścianą Kaltsteina. Poniżej tych ścian opada trawiasty Lawinowy Żleb.
Nazwa przełęczy wiąże się ze skalistą rzeźbą otoczenia. Często dawniej używaną nazwę Żelazne Wrota wycofał Stanisław Eljasz-Radzikowski w 1893 r. W 1894 r. Węgierskie Towarzystwo Karpackie wybudowało tutaj schron dla turystów. Przez Skalne Wrota przebiega ścieżka, którą do 1978 r. prowadził szlak Magistrali Tatrzańskiej. Fragment znajdujący się w Tatrach Bielskich został jednak zamknięty, a na terenie grzbietu utworzono rezerwat ścisły. W rejonie Skalnych Wrót znajduje się główna w Tatrach Bielskich ostoja rzadkiego gatunku ptaka pomurnika.
U stóp grani przebiega zielony szlak z Tatrzańskiej Kotliny do Doliny Białych Stawów. Niedaleko przełęczy znajduje się Schronisko pod Szarotką (chata Plesnivec), z którego kiedyś prowadził na nią niebieski szlak łącznikowy. Dziś teren wokół Skalnych Wrót jest zamknięty dla ruchu turystycznego.